# Avelina de Clare
Avelina de Clare  (h. 1178–1225), fue una noble inglesa, condesa consorte de Essex.
Fue hija de Roger de Clare, II conde de Hertford, y de su esposa, Matilda de St. Hilaire. Avelina se casó dos veces: su primer marido, Guillermo de Munchensy, murió en 1204; con el tuvo tres hijos:
- Guillermo, murió en la adolescencia en 1213;
- Warin (1192 - julio de 1255); heredero en 1213;
- Alicia, casada primero con Juan de Wahulle y después con Guillermo de Breauté.

El 7 de mayo de 1204, el rey Juan I le otorgó al hermanastro de Avelina, el conde Guillermo de Arundel, el derecho real a casarla de nuevo, junto con la custodia de los hijos que tuvo con Guillermo de Montchesney/Munchanesy. Volvió a contraer matrimonio con Geoffrey FitzPeter, conde de Essex, hacia el 29 de mayo de 1205. Era su segunda esposa. Avelina enviudó por segunda vez el 14 de octubre de 1213. Con el tuvo otros tres hijos:
- Juan (1205 - Shere, Surrey, 23 de noviembre de 1258), casado con Isabel Bigod, con descendencia;
- Hawise;
- Cecilia.

Poco después de contraer sus segundas nupcias, Avelina le pagó a la corona la tutela de Juan de Wahulle y la custodia de las tierras de éste. Durante su segunda viudez, la condesa realizó donaciones a la Santa Trinidad, en Londres, por el alma de su esposo Geoffrey FitzPeter, parte de cuyo cuerpo fue enterrado allí. Falleció en el castillo de Tonbridge, Kent, y fue sepultada en el priorato de Shouldham, fundado por Geoffrey en 1198, junto al resto del cuerpo de su marido.